# Узкоколейная железная дорога Керженского торфопредприятия
Узкоколейная железная дорога Керженского торфопредприятия — торфовозная, является одним из последних участков узкоколейной системы Ситники — Рустай (ГППЖТ). В 2015 году дорога полностью разобрана, рельсы и шпалы демонтированы. 
Ширина колеи 750 мм, не эксплуатируется в настоящее время. Год открытия: 1945. Грузовое движение и перевозка рабочих к торфяникам.

## История
Узкоколейная железная дорога Керженского торфопредприятия является одним из последних участков узкоколейной системы Ситники — Рустай (ГППЖТ). Ширина колеи 750 мм. Линия от посёлка Керженец уходит из посёлка в северном направлении в сторону торфоразработок, до 1997 года линия заканчивалась в посёлке Пионерский на реке Керженец. Общая протяжённость узкоколейной железной дороги Керженского торфопредприятия по состоянию на 2001 год — около 14 километров.
В посёлке Керженец в 2002 году рядом с котельной началось строительство торфобрикетного завода, мощностью по производству топливных брикетов 25-30 тыс. тонн в год. Завод был введён в эксплуатацию через два года, в 2004 году. Узкоколейная железная дорога осуществляла транспортировку торфа с торфоучастка и перевозку рабочих к торфяникам.

### Современное состояние
По информации с посещения 9 февраля 2014 года, котельная посёлка Керженец переведена с торфа на газ. Вывозка торфа зимой не производится. В данный момент дорога полностью разобрана. С 2015 года завод и вся его инфраструктура распилены на металл.
На 22 марта 2016 года: торфопредприятие не работает. Железнодорожные пути разобраны. 

## Подвижной состав

### Локомотивы
- Тепловоз ТУ8 — № 0307
- ЭСУ2а — № 925

### Вагоны
- Платформы
- Цистерна ВЦ20
- Полувагоны для торфа ТСВ6А

### Путевые машины
- Путеукладчики ППР2МА
- Снегоочиститель ПС1

## Фотогалерея

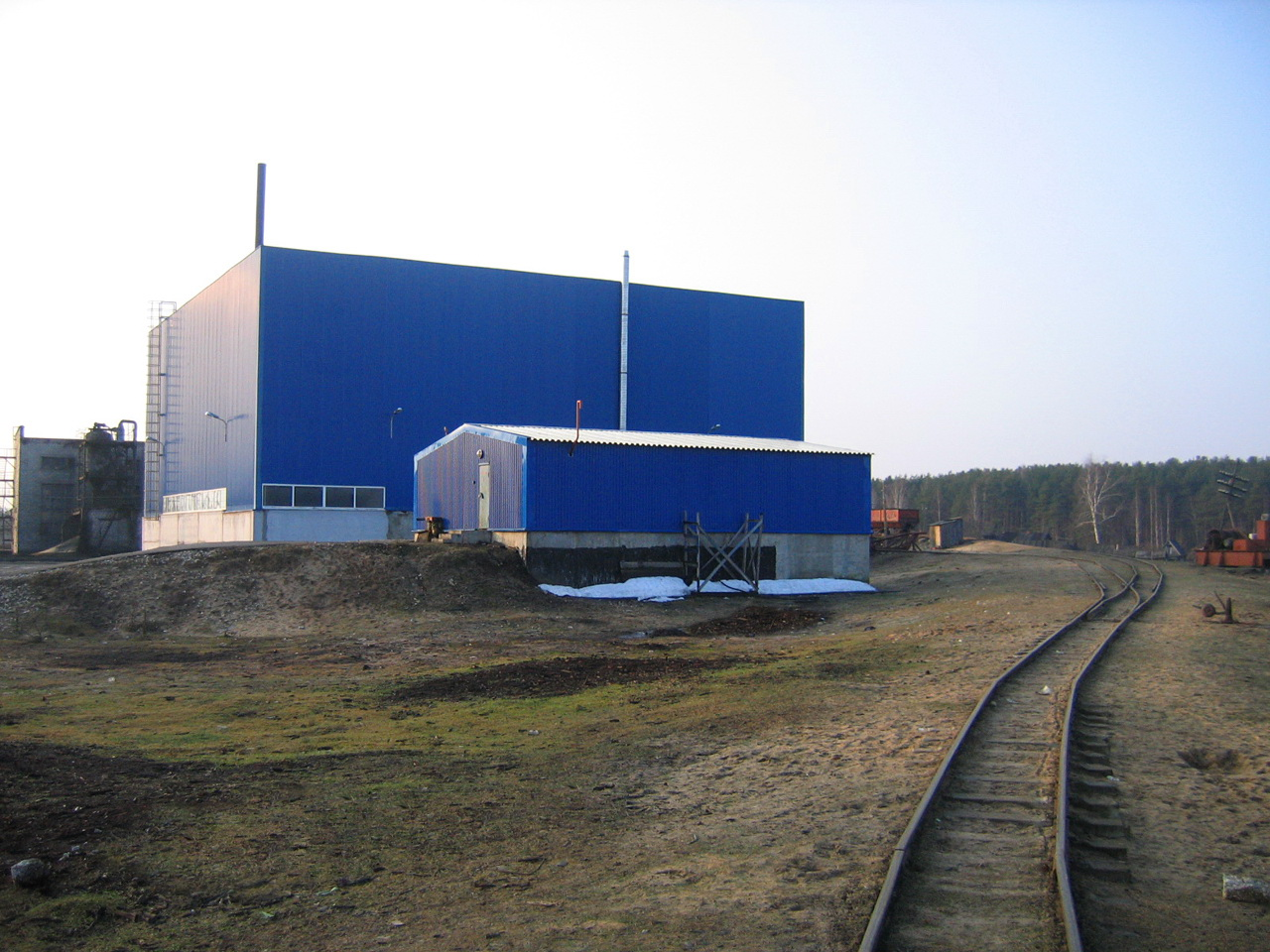
Торфобрикетный завод в пос. Керженец
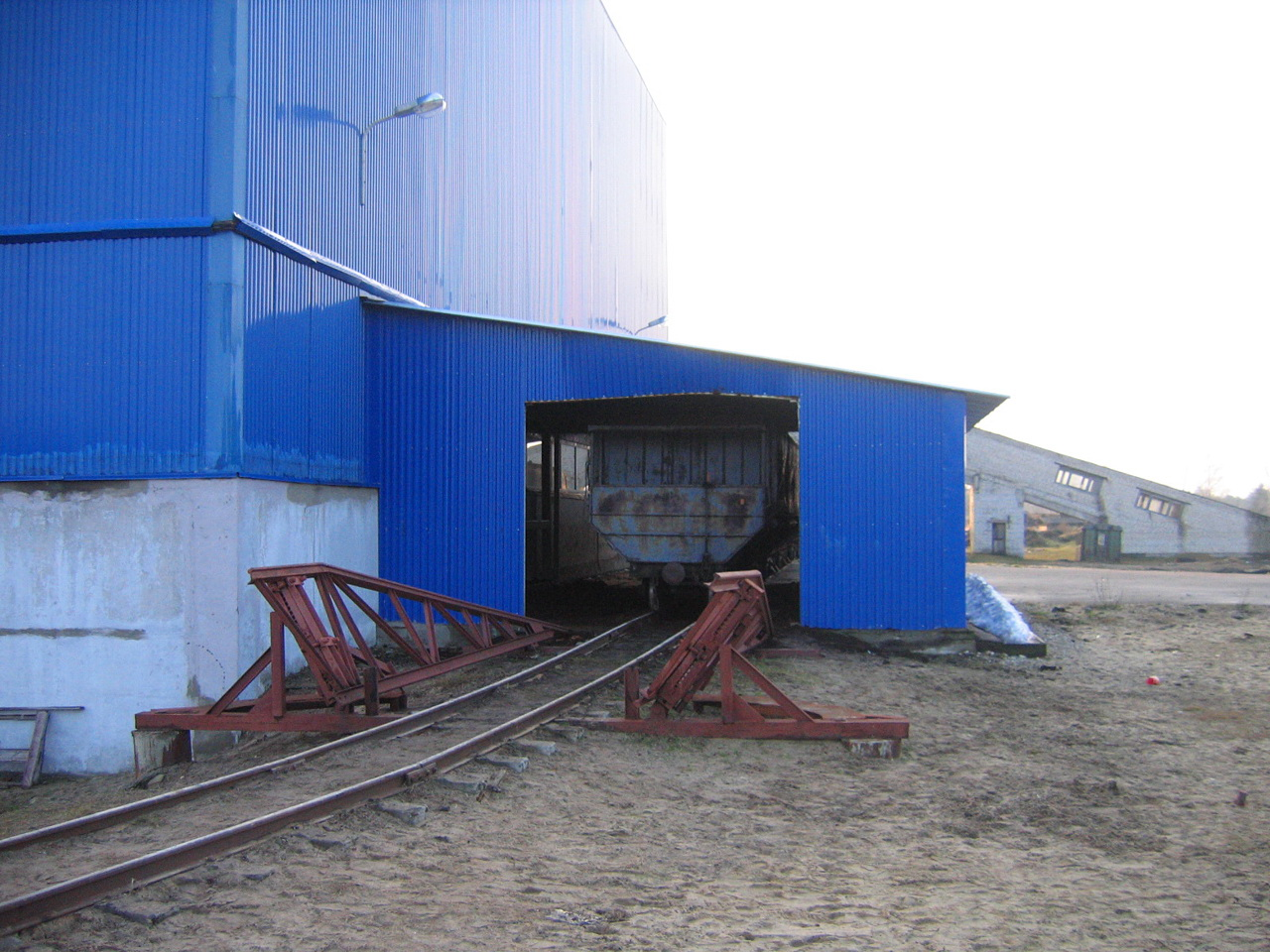
Разгрузка вагонов ТСВ-6А
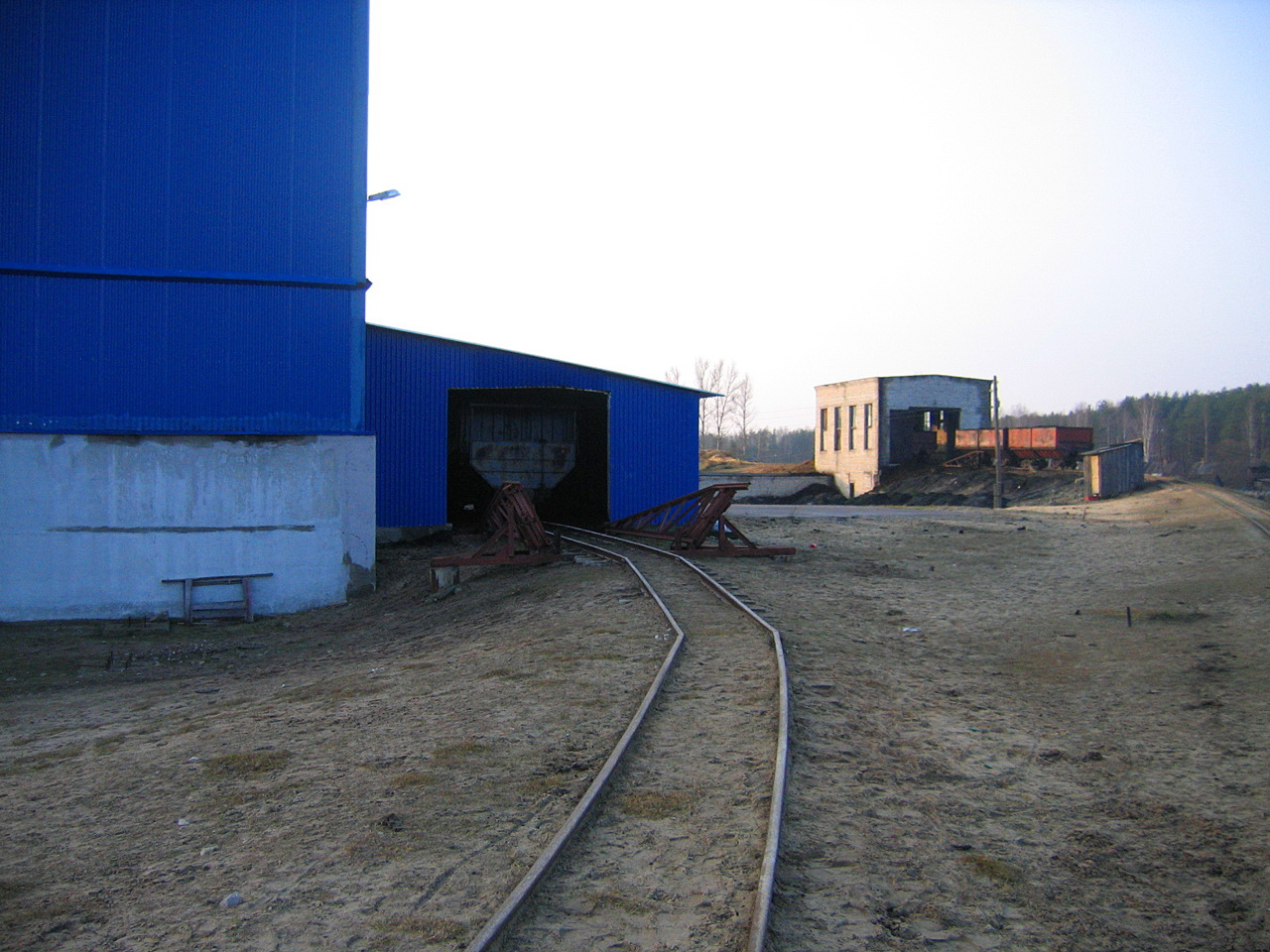
Перегруз брикетного завода
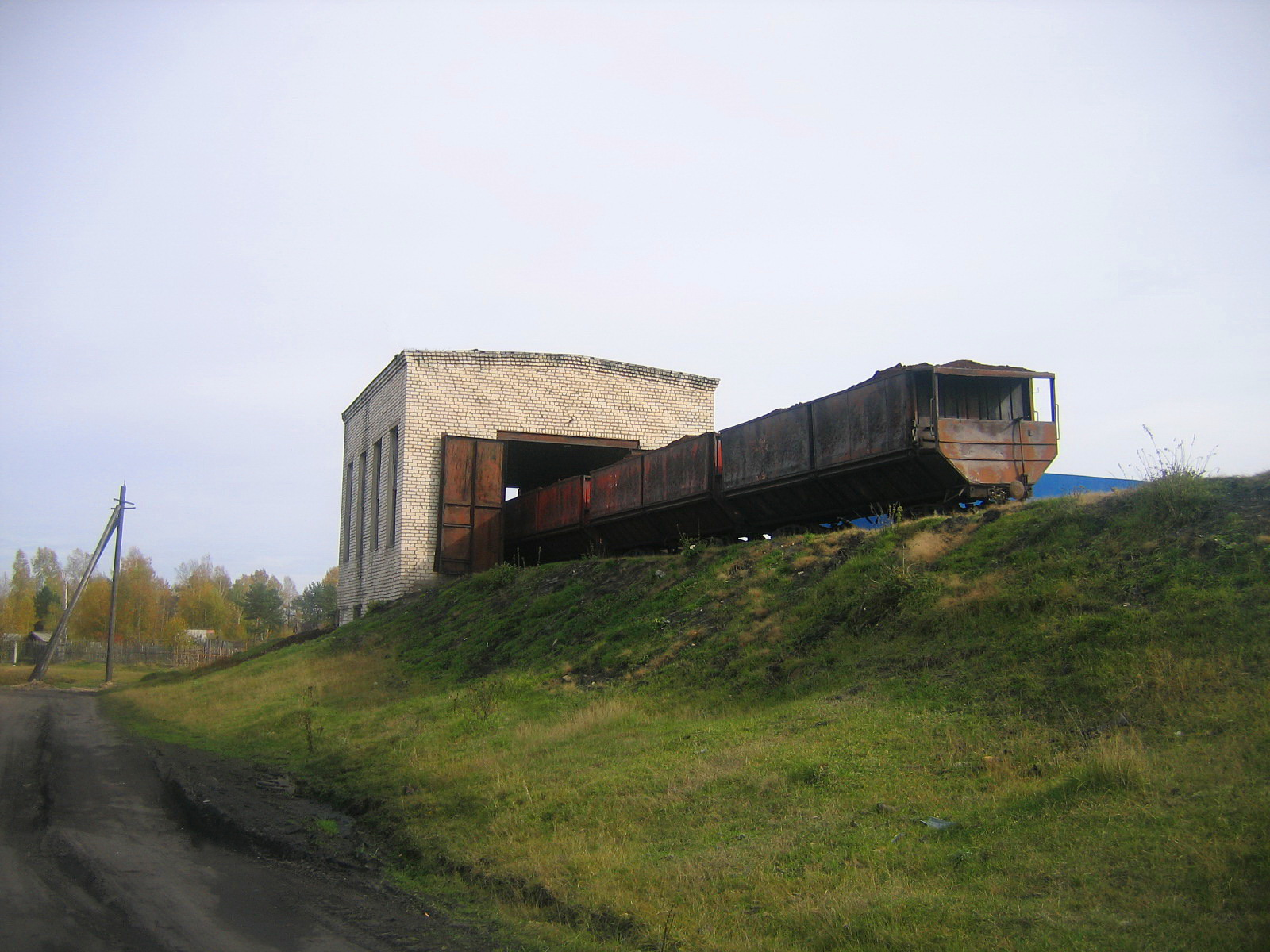
Узкоколейные вагоны ТСВ-6А на разгрузочной эстакаде
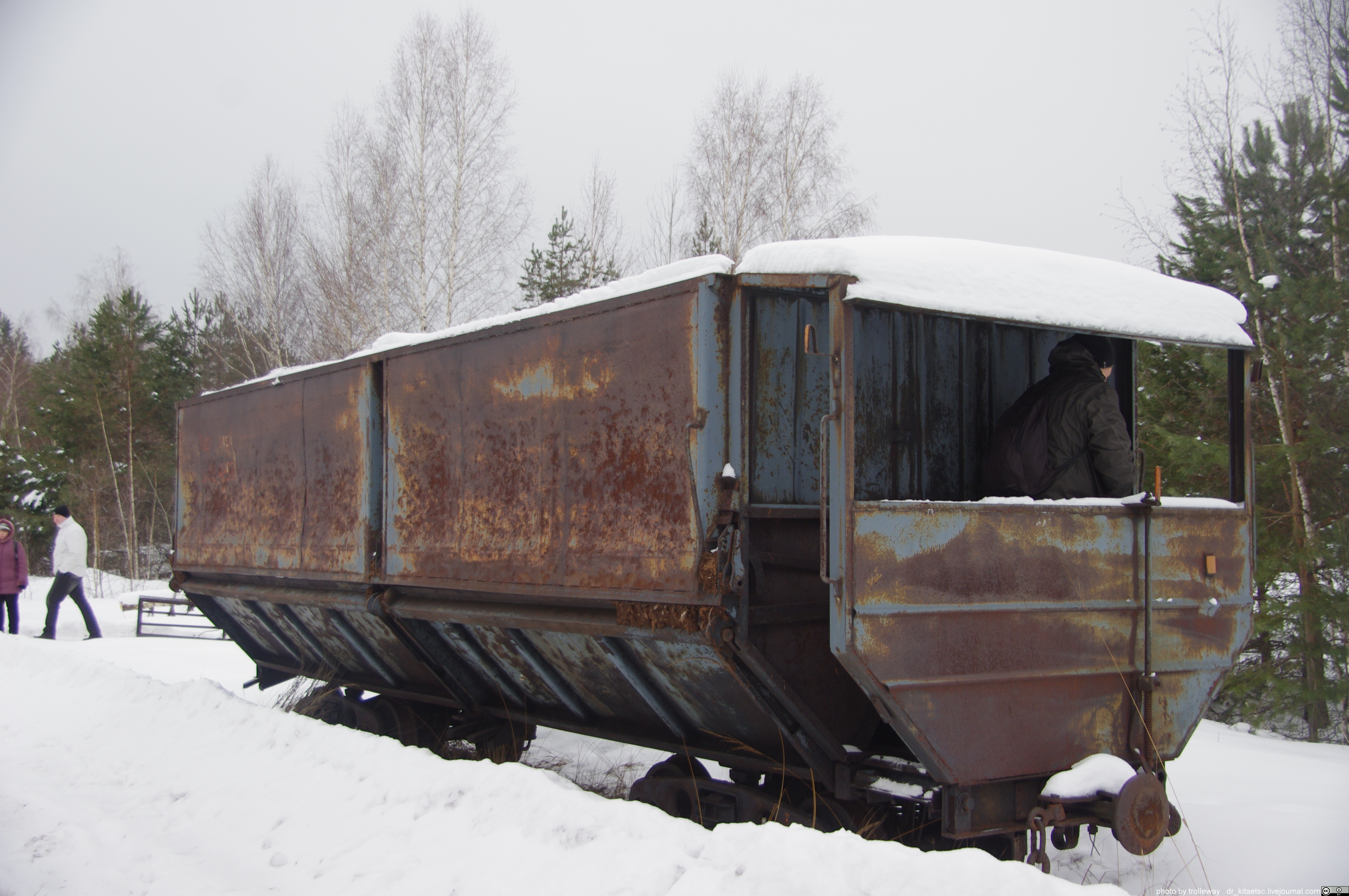
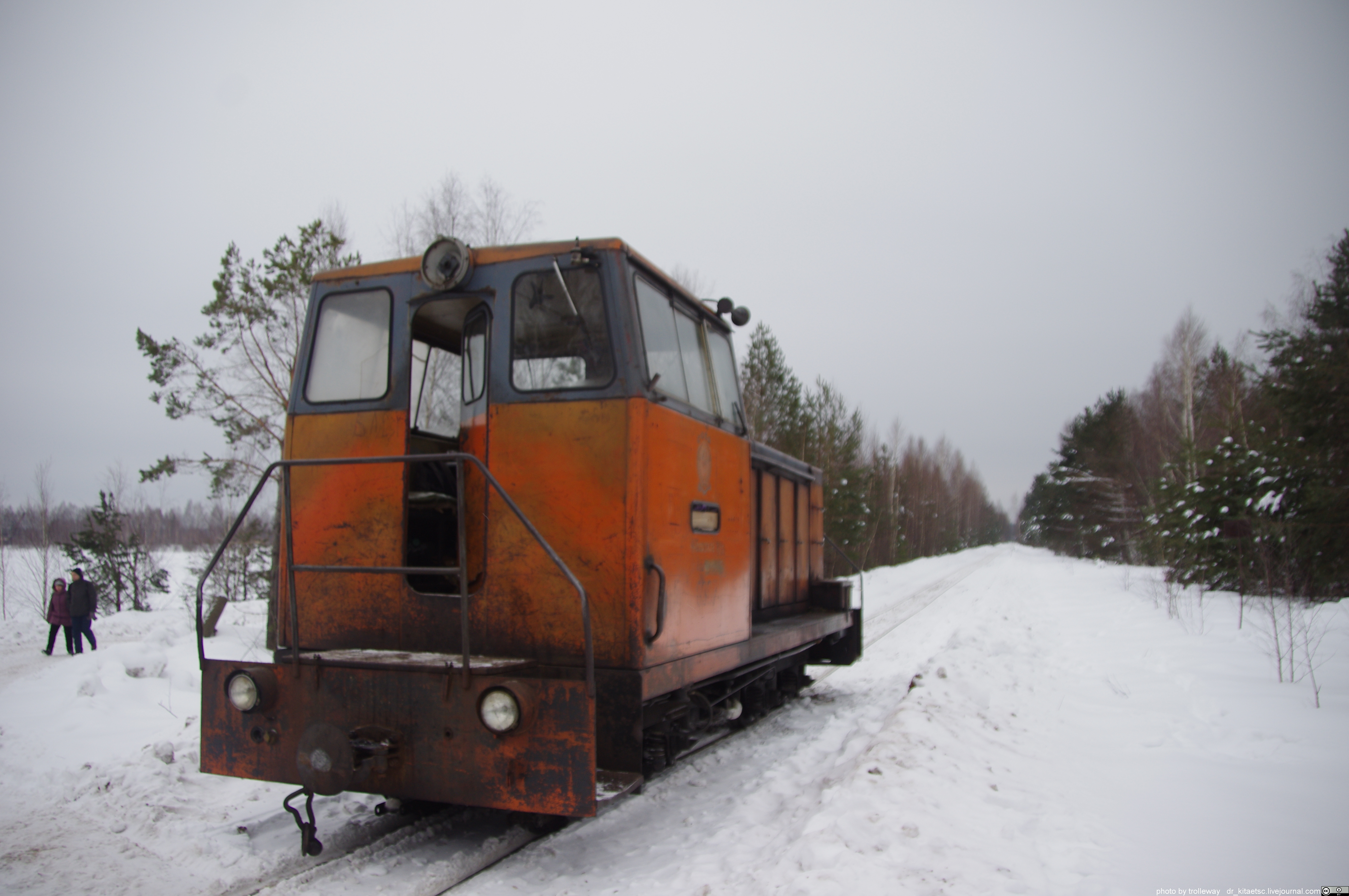
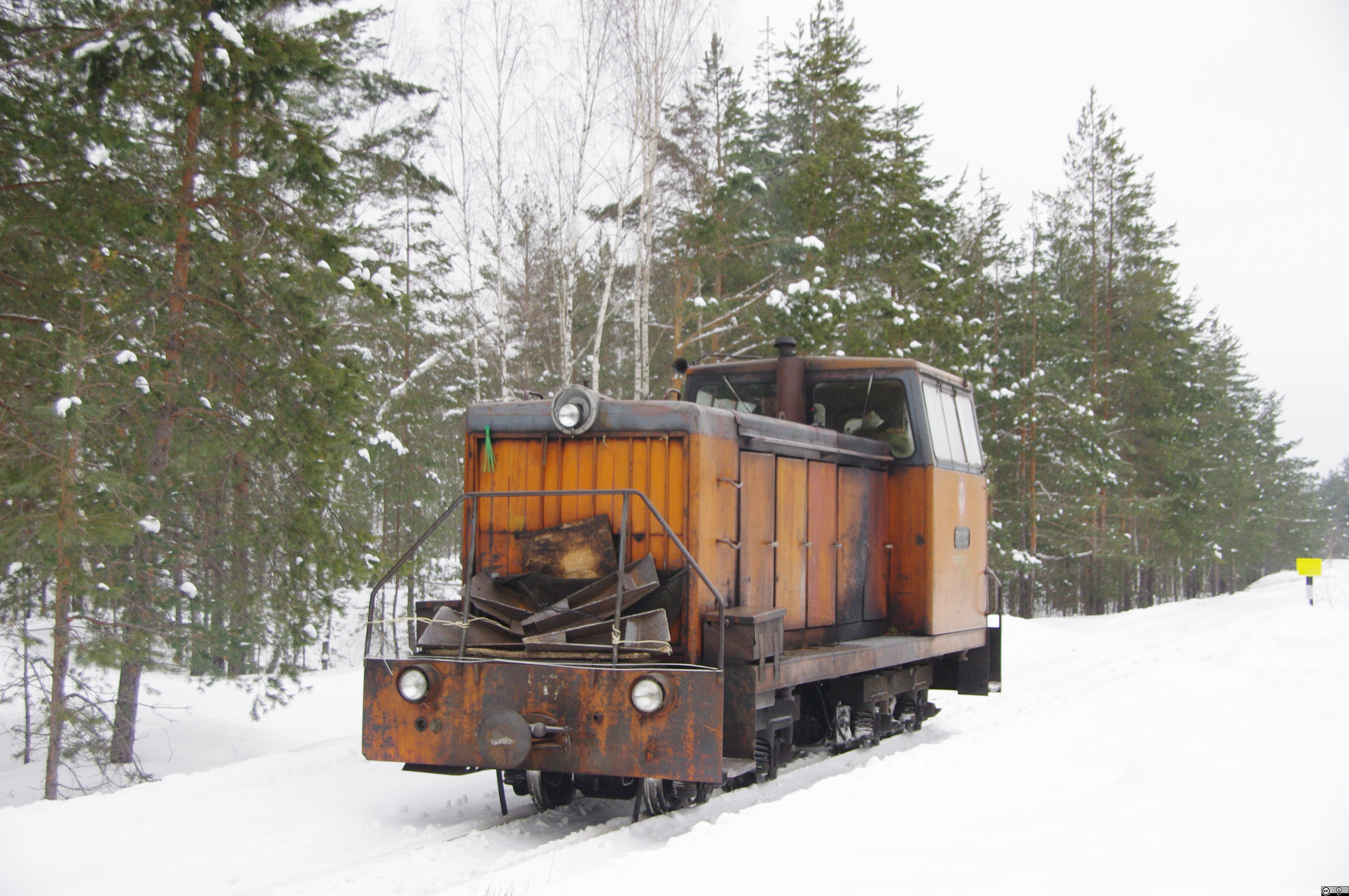
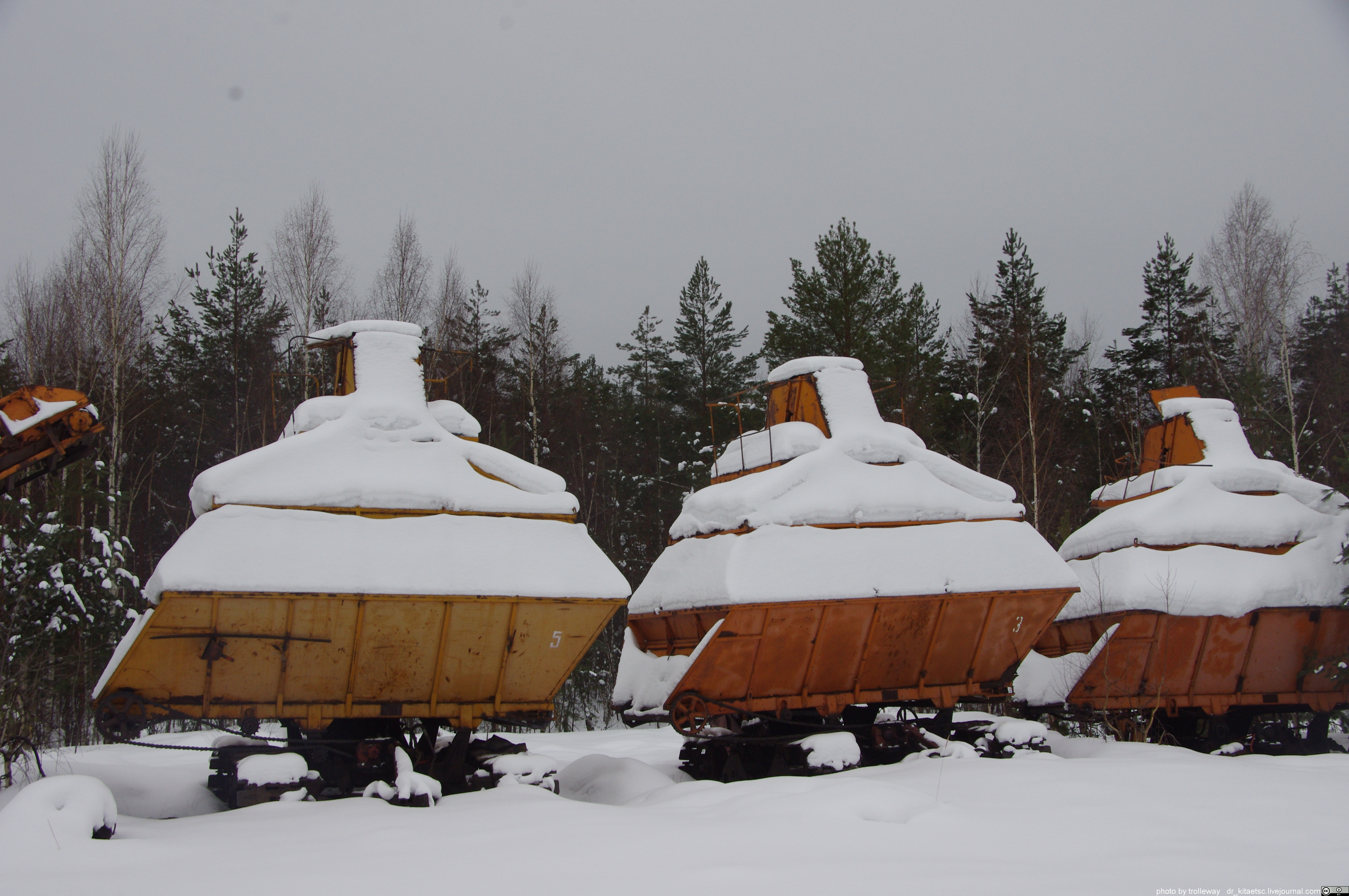
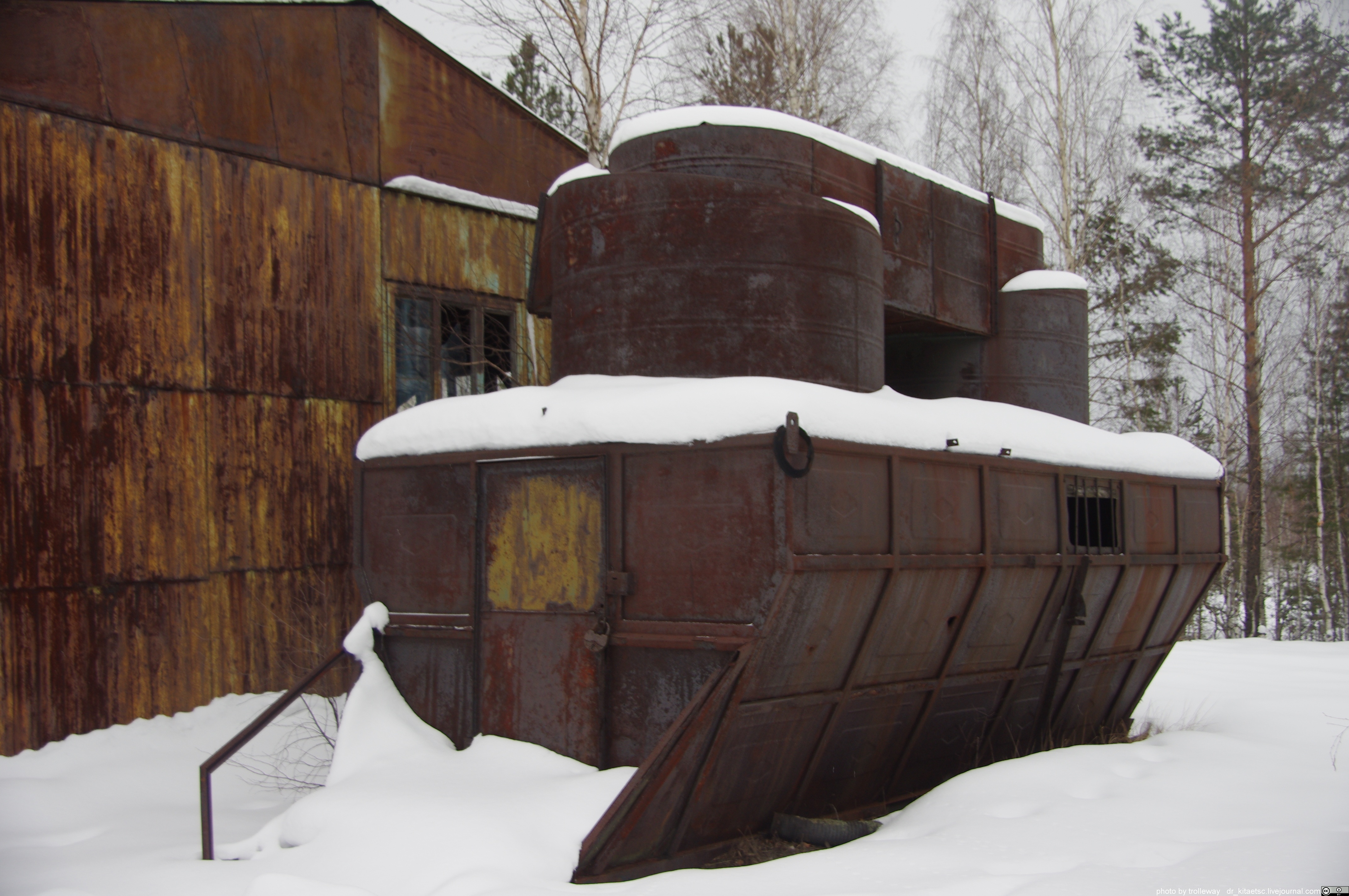